# Threenarrows Lake
Threenarrows Lake är en sjö i Kanada.   Den ligger i distriktet Sudbury och provinsen Ontario, i den sydöstra delen av landet, 400 km väster om huvudstaden Ottawa. Threenarrows Lake ligger 192 meter över havet.
I omgivningarna runt Threenarrows Lake växer i huvudsak blandskog. Trakten runt Threenarrows Lake är nära nog obefolkad, med mindre än två invånare per kvadratkilometer.